# ریش‌پشمی‌ها
ریش‌پشمی‌ها (نام علمی: Dasypogon) نام یک سرده از تیره ریش‌پشمیان است.